# صوفيا ألبيرتي
صوفيا ألبيرتي (باليونانية: Σοφία Αλιμπέρτη)‏ هي عارضة ومقدمة تلفزيونية ومغنية وممثلة يونانية، ولدت في 3 مارس 1966 بكورفو في اليونان.

## وصلات خارجية
- صوفيا ألبيرتي على موقع IMDb (الإنجليزية)
- صوفيا ألبيرتي على موقع قاعدة بيانات الفيلم (الإنجليزية)